# Фінн Крістіан Ягге
Фінн Крістіан (Фінкен) Ягге (норв. Finn Christian (Finken) Jagge; 4 квітня 1966 — 8 липня 2020) — норвезький гірськолижник, що спеціалізувався в технічних дисциплінах, олімпійський чемпіон.
Золоту олімпійську медаль та звання олімпійського чемпіона Ягге здобув на Альбервільській олімпіаді 1992 року, вигравши змагання зі слалому.
Крім золотої олімпійської медалі Ягге здобув 7 перемог на етапах кубку світу, усі в слаломі.

## Виноски
1. ↑  Store norske leksikon — 1978. — ISSN 2464-1480
2. ↑  Strømshoved K. A., Mueller H. S., Sørhus M. Den tidligere alpinisten Finn Christian Jagge er død — 2020.
3. 1 2  Dagbladet — 1869.
4. ↑  Corneliussen A. Finn Christian Jagge (54) er død // TV 2 Direkte — 2020.
5. 1 2  https://www.dagbladet.no/kjendis/apen-om-dodsarsaken/72658916